# Escândalo do Banestado

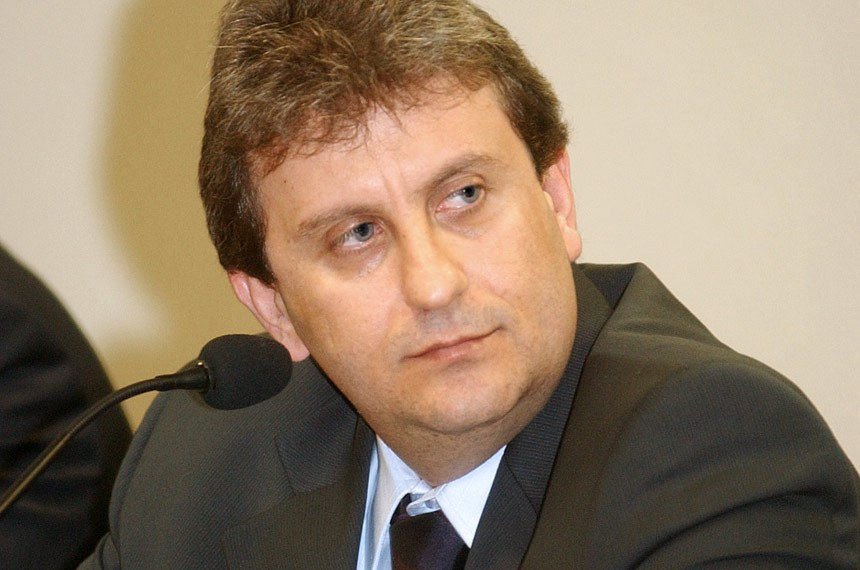
Alberto Youssef, um dos doleiros envolvidos

O escândalo do Banestado envolveu remessas ilegais de divisas, pelo sistema financeiro público brasileiro, para o exterior, na segunda metade da década de 1990. Ocorreram uma investigação federal e a instauração de uma Comissão Parlamentar de Inquérito em 2003.
No esquema, dos cerca de 30 bilhões de reais em remessas, 2,45 bilhões de reais foram comprovadamente enviados para fora do país de forma ilegal.

## História
Em 1996, Dario Messer foi acusado de desviar US$ 228 milhões para uma conta da agência do banco de Nova York. Em sua defesa por escrito, não apenas admitiu o desvio como revelou detalhes do esquema de captação e remessa ilegais de dinheiro para o exterior, relacionando 107 contas naquela agência em Nova York.
Alberto Youssef  administrava as contas CC5 (de não residentes) que eram utilizadas para essas remessas, ele teria movimentado US$ 876,8 milhões entre 1996 e 1999. O Ministério Público acusa o doleiro de sonegar R$ 118 milhões em impostos.

### CPI do Banestado
A Comissão Parlamentar (Mista) de Inquérito (CPI) de Evasão de Divisas, ou CPI do Banestado foi criada pela Câmara dos Deputados em 26 de Junho de 2003 a fim de investigar as responsabilidades sobre a evasão de divisas do Brasil para paraísos fiscais, entre 1996 e 2002, quando foram retirados indevidamente do país mais de 30 bilhões de dólares através de contas CC5 do Banco do Estado do Paraná ou Banestado, segundo estimativas reveladas pela operação Macuco, realizada pela Polícia Federal.
O presidente da CPI foi o senador Antero Paes de Barros (PSDB), o vice-presidente foi o deputado Rodrigo Maia (PFL) e o relator foi o deputado José Mentor (PT).
O desempenho do relator da CPI, o deputado José Mentor, foi bastante criticado, sendo ele acusado por alguns parlamentares de ter sabotado a CPI. Mentor foi autor também de um polêmico projeto que se aprovado daria anistia a todas as pessoas que enviaram ilegalmente para o exterior. Segundo o deputado, tal medida teria como objetivo repatriar recursos no exterior. Após um ano e meio de investigações, Mentor concluiu o relatório sugerindo o indiciamento de 91 pessoas pelo envio irregular de dinheiro a paraísos fiscais através de contas CC5, desvios que chegariam na ordem de US$ 20 bilhões. Entre os indiciados, Gustavo Franco (filiado ao PSDB à época e presidente do Banco Central no governo de Fernando Henrique Cardoso), o ex-prefeito de São Paulo Celso Pitta e o dono das Casas Bahia (maior rede varejista do Brasil), Samuel Klein.Por sua vez, o PSDB queria apresentar uma "outra versão da CPI" na qual, por exemplo, as acusações contra Gustavo Franco apareceriam de forma "mais branda". O presidente da CPI do Banestado, senador Antero Paes de Barros (PSDB-MT), após vários desentendimentos com o relator, resolveu encerrar os trabalhos da comissão sem que o texto apresentado pelo deputado passasse pela votação dos integrantes da CPI. O presidente da Ordem dos Advogados do Brasil, Roberto Busato, criticou duramente os resultados da CPI: “Fica frustrada a votação de seu relatório em função de pura briga política de políticos que ficaram todo o tempo sob holofotes, me parece tentando apenas captar vantagens eleitorais e não com o objetivo de prestar um serviço à nação”, criticou Busato.
O processo foi julgado pelo ministro Dias Toffoli, do Supremo Tribunal Federal, após impedimento de julgamento a partir da 6ª Vara Federal Criminal de São Paulo.